# Ратленд (округ, Вермонт)
Шаблон:StateAbbr_ 43°34′48″ пн. ш. 73°02′12″ зх. д. / 43.58009° пн. ш. 73.03661° зх. д.
Округ  Ратленд (англ. Rutland County) — округ (графство) у штаті  Вермонт, США. Ідентифікатор округу 50021.

## Історія
Округ утворений 1781 року.

## Демографія
За даними перепису 2000 року загальне населення округу становило 63400 осіб, зокрема міського населення було 24433, а сільського — 38967. Серед мешканців округу чоловіків було 30832, а жінок — 32568. В окрузі було 25678 домогосподарств, 16740 родин, які мешкали в 32311 будинках. Середній розмір родини становив 2,92.
Віковий розподіл населення поданий у таблиці:
| Стать    | До 15 років | 15-21 | 22-29 | 30-39 | 40-49 | 50-65 | 65-85 | Понад 85 |
| -------- | ----------- | ----- | ----- | ----- | ----- | ----- | ----- | -------- |
| Чоловіки | 6124        | 3149  | 2524  | 4394  | 5228  | 5518  | 3538  | 357      |
| Жінки    | 5860        | 3025  | 2481  | 4623  | 5408  | 5586  | 4710  | 875      |

## Суміжні округи
- Еддісон — північ
- Віндзор — схід
- Беннінґтон — південь
- Вашингтон, Нью-Йорк — захід

## Виноски
1. ↑  U.S. Decennial Census. United States Census Bureau. Архів оригіналу за 12 травня 2015. Процитовано 29 червня 2015.
2. ↑  Historical Census Browser. University of Virginia Library. Архів оригіналу за 11 серпня 2012. Процитовано 29 червня 2015.
3. ↑  Forstall, Richard L., ред. (27 березня 1995). Population of Counties by Decennial Census: 1900 to 1990. United States Census Bureau. Архів оригіналу за 24 вересня 2015. Процитовано 29 червня 2015.
4. ↑  Census 2000 PHC-T-4. Ranking Tables for Counties: 1990 and 2000 (PDF). United States Census Bureau. 2 квітня 2001. Архів оригіналу (PDF) за 18 грудня 2014. Процитовано 29 червня 2015.
5. ↑  State & County QuickFacts. United States Census Bureau. Архів оригіналу за 17 липня 2011. Процитовано 30 грудня 2013.(англ.) Наведено за англійською вікіпедією.
6. ↑  American FactFinder. Бюро перепису населення США. Архів оригіналу за 26 лютого 2012. Процитовано 31 січня 2008.

| США | Це незавершена стаття з географії США. Ви можете допомогти проєкту, виправивши або дописавши її. |